# IC 126
IC 126 је спирална галаксија у сазвјежђу Кит која се налази на листи објеката дубоког неба у Индекс каталогу.
Деклинација објекта је - 1° 59' 0" а ректасцензија 1h 29m 47,7s. Привидна величина (магнитуда) објекта IC 126 износи 14,4 а фотографска магнитуда 15,2. Налази се на удаљености од 93,8 милиона парсека од Сунца. IC 126 је још познат и под ознакама UGC 1071, CGCG 385-162, PGC 5577.